# Докузпаринський район
Докузпа́ринський район (рос. Докузпаринский район) — район у південній частині Дагестану Російської Федерації. Адміністративний центр — село Усухчай.

## Географія

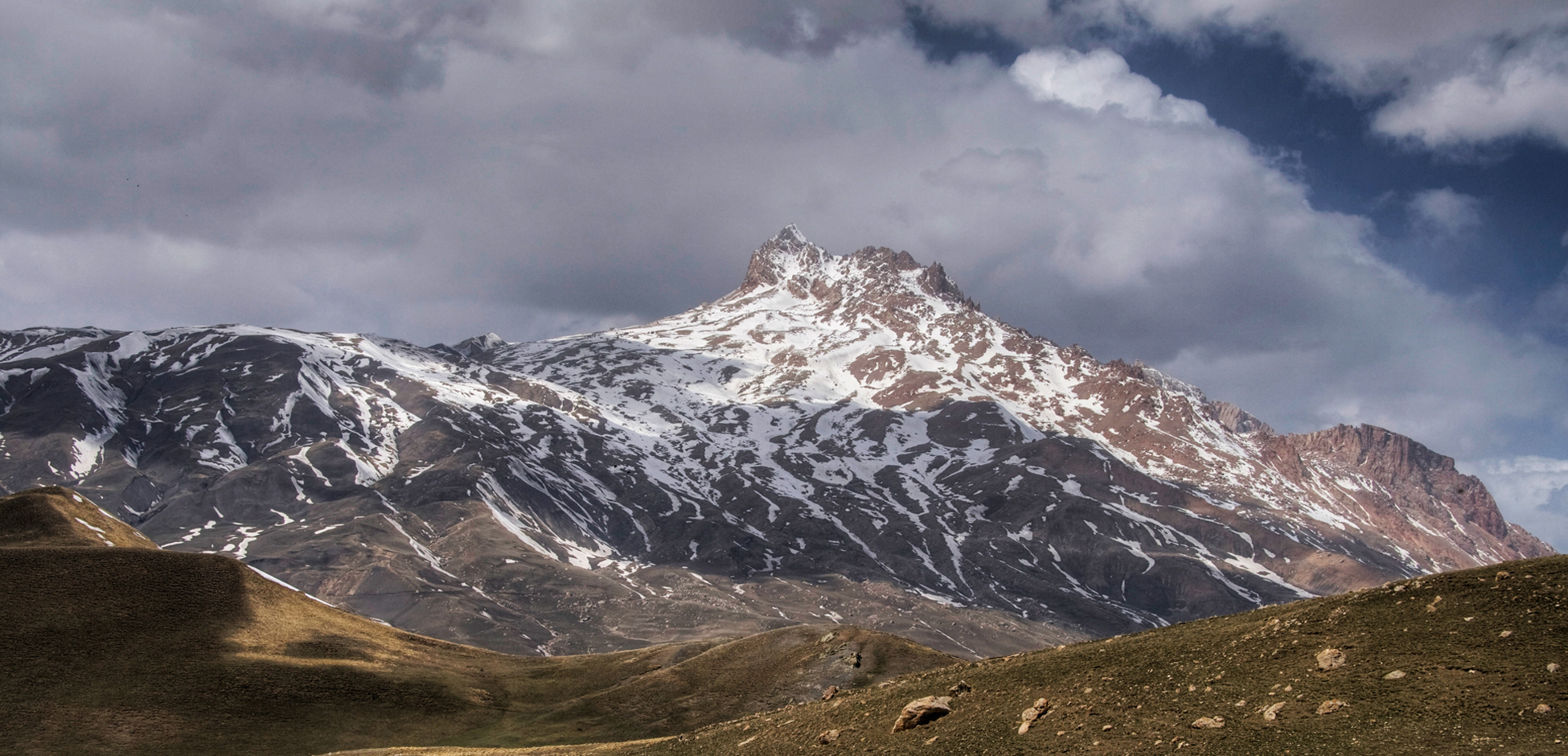
Гора Шалбуздаг

Район розташований у крайній південній частині республіки, є гірським районом. Межує на півночі з Магарамкентським, на заході з Ахтинським районами. На сході та півдні має державний кордон із Азербайджаном. Саме тут знаходиться крайня південна точка всієї Росії.

## Історія
Докузпаринський національний район був утворений 1 вересня 1934 року з центром у селі Каракюре. Тоді район складався із колишніх 10 сільрад Ахтинського району. 26 квітня 1935 року районний центр було перенесено до села Усухчай. У період із 14 вересня 1960 по 24 червня 1963 років район був ліквідованим, а територія розділена між Ахтинським та Магарамкентським районами. Єдиною відміною залишається лівобережжя річки Самур, яке так і залишилось у складі Магарамкентського району. До травня 2013 року до складу району входили 3 анклави на території сусіднього Азербайджану загальною площею 25,1 км².

## Населення
Населення району становить 15460 осіб (2013; 15410 в 2012, 15380 в 2011, 15357 в 2010, 14330 в 2002).
Національний склад населення:
| Народність | Чисельність (2002) | %     | Чисельність (2010) | %     |
| ---------- | ------------------ | ----- | ------------------ | ----- |
| Лезгини    | 13 399             | 93,50 | 14 367             | 93,96 |
| Рутульці   | 387                | 2,70  | 461                | 3,01  |
| Агули      | 233                | 1,63  | 350                | 2,29  |
| Росіяни    | 230                | 1,61  | 21                 | 0,14  |
| Інші       | 81                 | 0,57  | 92                 | 0,60  |

## Адміністративний поділ
Район адміністративно поділяється на 8 сільських поселень, які об'єднують 16 сільських населених пунктів. Село Авадан являє собою анклав на території Дербентського району.
| Поселення                       | Площа, км² | Населення, осіб (2008) | Населення, осіб (2010) | Центр         | Населені пункти |
| ------------------------------- | ---------- | ---------------------- | ---------------------- | ------------- | --------------- |
| Аваданська сільська рада        | -          | 2818                   | 2854                   | Авадан        | 1               |
| Каладжухська сільська рада      | -          | 1949                   | 1758                   | Каладжух      | 1               |
| Каракюринська сільська рада     | -          | 833                    | 1209                   | Каракюре      | 1               |
| Кілерська сільська рада         | -          | 903                    | 916                    | Кілер         | 7               |
| Куруська сільська рада          | -          | 788                    | 826                    | Куруш         | 1               |
| Мікрахська сільська арада       | -          | 1640                   | 1541                   | Мікрах        | 2               |
| Міскінджинська сільська рада    | -          | 3309                   | 3522                   | Міскінджа     | 1               |
| Новокаракюринська сільська рада | -          | 833                    | 850                    | Нове Каракюре | 1               |
| Усухчайська сільська рада       | -          | 1806                   | 1881                   | Усухчай       | 1               |

### Найбільші населені пункти
| №  | Населений пункт | Населення, осіб (2008) |
| -- | --------------- | ---------------------- |
| 1  | Міскінджа       | 3 309                  |
| 2  | Авадан          | 2 818                  |
| 3  | Каладжух        | 1 949                  |
| 4  | Усухчай         | 1 806                  |
| 5  | Мікрах          | 1 252                  |
| 6  | Каракюре        | 833                    |
| 7  | Нове Каракюре   | 833                    |
| 8  | Куруш           | 788                    |
| 9  | Текіпіркент     | 388                    |
| 10 | Кілер           | 281                    |

## Господарство
Район сільськогосподарський, розвитку набуло тваринництво, особливо вівчарство. Тут працює 2 колективних господарства.